# Racheltjie de Beer
Rachel de Beer (1831–1843) (a veces conocida por su diminutivo Racheltjie) es una heroína afrikáner, quién dio su vida para salvar a su hermano. Era hija de George Stephanus de Beer (1794).

## Historia
En los meses de invierno de 1843 Rachel era parte de una caminata del Estado Libre Orange al sur-oriental Transvaal. Durante una de sus escalas nocturnas, los miembros de la caminata se dieron cuenta de que un becerro llamado Fik, muy querido por sus hijos, había desaparecido.
Se organizó una búsqueda, donde Rachel y su hermano de seis años también participaron. Así, durante el crepúsculo Rachel y su hermano se separaron de la partida de búsqueda, y se perdieron. Con la noche vino muy frío y empezó a nevar.
Al darse cuenta de que sus posibilidades de supervivencia eran escasas, Rachel encontró un hormiguero excavada por un oso hormiguero, se quitó la ropa, se los puso a su hermano y le ordenó entrar en el hormiguero ahuecado. Y ella se quedó delante de la abertura del hormiguero para mantener el calor.
Los niños fueron encontrados la mañana siguiente por la partida de trekking. Rachel estaba muerta, mas su hermano había sobrevivido.
Es posible que todo sea leyenda y los niños no existieron. La historia de la época no está bien documentada. Hasta la fecha ninguna prueba indiscutible ha sido presentado para justificar cualquier reclamación respecto a Racheltjie de Beer.
Ficción o no, Rachel de Beer está muy arraigada en la cultura afrikáner, lo cual es evidente por el número de calles y escuelas que llevan su nombre.

## Perspectiva genealógica
En el trabajo genealógico “La Familia de Beer – Tres siglos en Sudáfrica” varias páginas están dedicadas a Rachel, mirando las posibilidades de datos genealógico disponible.
Hacia la tercera edición del trabajo más información se ha encontrado. de ser confirmada de vivir bien a edad adulta.
Sobre la base de esta investigación, es probable que la historia de Rachel sea falsa.

## Debate
En octubre de 2012, dos periodistas afrikáneres publicaron sus hallazgos que la historia de Racheltjie tiene muchas semejanzas con la Hazel Miner (la heroína estadounidense). Escribieron sobre ella en el tabloide By, un suplemento semanal de tres diarios afrikáneres, Die Burger, Beeld y Volksblad. Lo que es más, la primera historia de Rachel apareció impresa solo alrededor de un mes o tres después de la de Dakota del Norte Niños Buscador le dio a (verdadero) La historia de Hazel Miner la mayor publicidad que se merecía. Los periodistas afrikáneres también presentaron un documento más elaborado sobre sus conclusiones a la web bajo el título Die laaste rits bewyse: Racheltjie es bloot 'n afspieëling van Hazel Miner (La última serie de evidencias: la Pequeña Rachel no es más que un reflejo de Hazel Miner).